# Vednozeleni gornik
Vednozeleni gornik (znanstveno ime Arctostaphylos uva-ursi) je zdravilna rastlina iz družine vresovk, ki je razširjena tudi v Sloveniji.

## Opis
Vednozeleni gornik je nizek, plazeč grm z dolgimi rdeče rjavimi vejami. Listi so vednozeleni, grobi, usnjati in narobe jajčasti. Dolgi so od 12 do 30 mm in široki med 4 in 15 mm. Na rastlini se listi obdržijo okoli 3 leta, nato pa odpadejo. Cvetovi imajo obliko vrča, so beli do rdečkasti, zbrani so v socvetjih s po 3 do 12 cvetovi. Posamezen cvet je dolg med 5 in 6 mm in visijo na kratkem peclju. Rastlina cveti v začetku poletja, plodovi pa so rdeče jagode velikosti graha ledvičaste oblike, ki dozorijo v jeseni.

### Podvrste
Priznanih je vsaj pet podvrst:
- Arctostaphylos uva-ursi subsp. uva-ursi
- Arctostaphylos uva-ursi subsp. adenotricha
- Arctostaphylos uva-ursi subsp. coactilis
- Arctostaphylos uva-ursi subsp. cratericola (J. D. Smith) P. V. Wells
- Arctostaphylos uva-ursi subsp. longifoliosa (neuradna podvrsta)[2]

## Razširjenost in uporabnost
Vednozeleni gornik je razširjen od Iberskega polotoka prek centralne Evrope do Skandinavije na severu in Sibirije na vzhodu. Poleg tega uspeva tudi v Severni Ameriki, Himalaji in na Altaju. Raste na tleh bogatih s humusom, najbolje pa uspeva v sončnih do senčnih legah.
V ljudskem zdravilstvu se čaj iz listov vednozelenega gornika uporablja pri vnetju mehurja in sečevoda, motnjam v mokrenju, vnetju ledvičnega ustja, ledvičnim kamnom ter katarju mehurja.
Novejše raziskave so pokazale, da je glavna protibakterijska učinkovina v rastlini arbutin, oz. hidrokinon, ki nastane iz njega v alkalnem okolju tudi pod vplivom encimov iz kužnih bakterij. Droga deluje protivnetno in ne vpliva na mišično napetost maternice.